# A köpeny

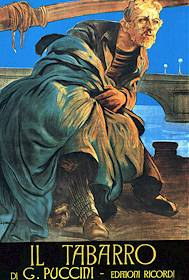
Az opera egyik hirdető plakátja

A köpeny (olaszul Il tabarro) Giacomo Puccini egyfelvonásos operája, a Triptichon első része. Szövegkönyvét Giuseppe Adami írta Didier Gold La Houppenlande című műve alapján. Ősbemutatójára 1918. december 14-én került sor a New York-i Metropolitan operaházban.

## Szereplők
| Szereplő                         | Hangfekvés       |
| -------------------------------- | ---------------- |
| Michele, az uszály tulajdonosa   | bariton          |
| Luigi, rakodómunkás              | tenor            |
| Tinca (Csuka), rakodómunkás      | tenor            |
| Talpa (Vakond), rakodómunkás     | basszus          |
| Giorgetta, Michele felesége      | szoprán          |
| Frugola (Szarka), Talpa felesége | mezzoszoprán     |
| utcai énekes                     | tenor            |
| hat midinett                     | szoprán          |
| szerelmespár                     | szoprán és tenor |

## Cselekménye
Helyszín: Párizs
Idő: 1900 körül
Michele uszálya a Szajna partján vesztegel, a rakodómunkások épp végeztek munkájukkal. Michele féltékenyen nézi, hogy felesége, Giorgetta a fiatal Luigival beszélget. A távolban megszólal egy kintorna. Tinca, a rakodómunkás felkéri egy táncra az asszonyt, de Luigi félrelöki. Giorgetta sóhajtozva visszaemlékszik vidám gyerekkori éveire Párizs külvárosaiban és kiderül, hogy Luigi is szintén onnan származik. Szerelmet vallanak egymásnak és Luigi megígéri, hogy visszatér, ha az asszony gyufalánggal jelez neki. Michele egykori boldogságáról álmodozik, azokról az évekről, amikor egyetértésben élt Giorgettával és azóta meghalt gyermekükkel. Játékból az anyát és gyermekét gyakorta burkolta be hatalmas hajósköpenyébe. Ismét megpróbál közeledni Giorgettához, de visszautasításra talál. Szomorúan pipára gyújt. A fellobbanó gyufa félrevezeti Luigit, aki azonnal ott terem és Giorgetta helyett férjét találja, akinek kénytelen bevallani az igazságot. Michele torkon ragadja Luigit és megfojtja, majd a holttestet köpenyével takarja le. Giorgetta arra kéri, hogy még egyszer utoljára, a régi szép évek emlékére takarja be köpenyével. Amikor a köpeny fellibben, előbukik a holttest. Giorgetta sikoltva ugrik hátra, de Michele erővel rányomja a holttestre.

## Híres áriák, kórusművek
- Hai bene raggion - Luigi áriája
- Ho sognato una casetta - Talpa és Frugola kettőse
- Scorri fume - Michele áriája